# Кузнецов, Анатолий Иванович (профессор)
Анатолий Иванович Кузнецов (1927—1999) — советский легкоатлет. Мастер спорта, заслуженный тренер РСФСР (1964), доктор педагогических наук (1977), профессор (1977).

## Биография
Окончил ГДОИФК им. П. Ф. Лесгафта в 1949 году. В 1963—1968 заведовал кафедрой физвоспитания Ленинградского государственного педагогического института им. А. И. Герцена, в 1968—1999 был профессором кафедры физвоспитания Ленинградского института авиационного приборостроения (ныне - ГУАП).
Подготовил 32 кандидатов и докторов наук, более 20 мастеров спорта. Среди его учеников бронзовый призёр Олимпийских игр 1964 в прыжке в длину Татьяна Щелканова.

## Спортивные достижения
- двукратный бронзовый призёр чемпионата СССР в десятиборье и прыжках в длину (1951, 1952)

## Научные труды
- Кузнецов А. И. Избирательно-направленные нагрузки как метод силовой и скоростно-силовой подготовки // Теория и практика физ. культуры. — 1969. — N 5. — С. 55-59, 2 обл.
- Кузнецов А. И. Интеграция технологий сопряженного воздействия в процессе физической подготовки курсантов вузов МВД России // Вестник спортивной науки. — 2004. — N 3. — С. 61-64.
- Кузнецов А. И., Маевская Л. В., Шустин Б. Н. Исследование структуры физической подготовленности студентов подготовительного и специального отделений // Теория и практика физ. культуры. — 1971. — N 1. — С. 61-63.
- Кузнецов А. И. Методика тренировки прыгуна в длину с разбега: (совершенствование прыгуна в отталкивании при прыжке в длину с разбега): Автореф дис. … канд. пед. наук : / ГДОИФК им. П. Ф. Лесгафта. — Л., 1954. — 15 с.
- Кузнецов А. И. Многолетняя динамика спортивных достижений и темпы роста результативности высококвалифицированных борцов классического стиля // Проблемы физической культуры и спорта на Дальнем Востоке : Сб. науч. тр. / Хабаровский ГИФК. — Хабаровск, 1991. — С. 3-18.
- Кузнецов А. И. О дальнейшей рационализации системы спортивной тренировки // Теория и практика физ. культуры. — 1966. — N 8. — с. 17-18.
- Кузнецов А. И. Совершенствование двигательной функции человека при направленной мышечной нагрузке // Теория и практика физ. культуры. — 1967. — N 4. — с. 67-68.